# A miskolci Bonnie és Clyde
„A miskolci Bonnie és Clyde” vagy „a magyar Bonnie és Clyde" egy fiatal magyarországi bűnöző páros közkeletűvé vált elnevezése volt, ami a hazai bűnügyi sajtó névadása folytán ragadt rajta 1999-től a rendőrség elől majd' fél évtizeden keresztül eredményesen bujkáló kettősön, a legendás amerikai gengszterpároshoz – Bonnie Parkerhez és Clyde Barrowhoz – való hasonlatosságuk nyomán. Valódi nevük Fekete László és Novák Tünde volt, és 1995-2000 között jó néhány, többnyire fegyveres bűncselekményt hajtottak végre Kelet- és Észak-Magyarországon. Az egymással intenzív szerelmi viszonyt ápoló páros rendőrkézre is együtt került, 2000 áprilisában; nem sokkal ezután Fekete László öngyilkosságot követett el. Novák Tünde viszont letöltötte a rá szabott – az eredeti ügyészi indítványnál jóval enyhébb – börtönbüntetést, és szabadulását követően jó útra tért. A lány a börtönben könyvet is írt kettejük közös életéről, amit néhány évvel később meg is filmesítettek.

## Életútjuk

### A lebukásukig
Fekete László 26 éves – több visszaemlékezés szerint is szelíd természetű, vallásos neveltetése miatt még a káromkodástól is tartózkodó – biztonsági őr volt, amikor 1995. július 12-én megismerkedett későbbi bűntársával, az akkor mindössze 16 esztendős Novák Tündével. Első közös bűncselekményük során, 1995. július 31-én 27 millió forintot loptak el Fekete munkahelyéről, egy nyíregyházi bankfiókból, a helyszínen talált trezorkulccsal. A következő éveket a páros leginkább rejtőzködéssel és a zsákmány összegének felélésével töltötte, mígnem 1999-ben kitalálták, hogy újabb nagy "balhét" hajtsanak végre, amihez több fegyvert is beszereztek, valamint három autót is elraboltak tulajdonosaiktól, egy esetben súlyosan meg is sebesítve a sértettet.
Az egyébként is igencsak amatőr páros egy rendkívül banális hibával bukott le: 2000 áprilisában, Miskolc egyik belvárosi kereszteződésében piros lámpán hajtottak át, amit egy rendőrjárőr kiszúrt és üldözni kezdte a Fekete által vezetett autót. A menekülők a hajsza közben balesetet szenvedtek – autójukkal egy csuklós autóbusznak ütköztek –, majd Fekete, miközben megpróbálta fegyverével visszatartani az őket beérő rendőröket, egy nem célzott [az általa már üresnek hitt rendőrautó szélvédőjére irányzott] lövéssel súlyosan megsebesítette a járőrök egyikét, Kiss Zsolt főtörzsőrmestert, akinek az életéért utána hetekig küzdöttek az orvosok. Ezt követően a hatóságok egymillió forintos nyomravezetői díjat ajánlottak fel annak, aki segít kézre keríteni őket. Vélhetően ennek hatására egy fegyvernepper ismerősük feladta a két elkövetőt, akiket három nappal ezután, 2000. április 14-én kommandósok segítségével fogtak el a rendőrök egy hejőcsabai garázsban. [Az állítólagos fegyverkereskedő ismerős szerepe Bonnie-ék elfogásában nem egyértelmű, mivel a rendőrök a páros autójában is találtak olyan adatokat, amik segíthették őket a kézre kerítésükben, a hírbe hozott vállalkozó pedig a sajtó ezzel kapcsolatos kérdéseit államtitokra hivatkozva elhárította.]

### Elfogásuk után
Letartóztatásuk után kevesebb mint három hónappal, 2000. július 12-én a páros férfi tagja, Fekete László az előzetes letartóztatás alatt, csíkokra tépett lepedője segítségével felakasztotta magát és öngyilkos lett, ennek hatására Novák Tünde is összeomlott és több alkalommal maga is megkísérelt véget vetni az életének, de ő végül bíróság elé állt. Fekete tettében talán közrejátszhatott az is, hogy a börtönben teljes látogatási tilalommal sújtották, és csomagot is csak egyszer kaphatott ottléte során; temetése később a nyírpazonyi temetőben zajlott. A bíróság jogerősen 11 év szabadságvesztésre ítélte a fiatal lányt, aki ebből – a másfél éves előzetes letartóztatás időtartamát is beszámítva – csaknem 9 évet le is töltött a kalocsai női börtönben. Az ügyészség kilenc vádpontban emelt vádat ellene, és húszéves fegyházbüntetés kiszabását kérte, ezek közül a bíróság nyolc vádpontban meg is állapította a bűnösségét, de a szabadságvesztés hosszát jóval rövidebb időtartamban rögzítette. A vádpontok közül ugyanis pont a legsúlyosabb, a tettestársként elkövetett, kétrendbeli, hivatalos személy elleni emberölési kísérlet volt az, amit a bíróság nem talált bizonyítottnak. Enyhítő körülményként mérlegelték azt is, hogy elfogása után a lány együttműködött a hatóságokkal, beismerő vallomást tett, figyelembe vették továbbá az életkorát és megbánó viselkedését is.
Novák a börtönben könyvet írt kettejük közös életéről, ami Miskolci Bonnie és Clyde címmel jelent meg 2001-ben, a Magvető Könyvkiadó kiadásában  (ISBN 9631422747), majd ebből film is készült, Deák Krisztina rendezésében. A filmrendezőnő az alkotás hitelessége érdekében személyesen is megismerkedett vele, és többször is kikérte véleményét a készülő film történetvezetésével kapcsolatban. A filmben az elkövetők kitalált néven szerepeltek: a Novák Tündéről mintázott, de több szempontból eltérő karakterű Lilit Ráczkevy Ildikó, bűntársát, Palit pedig Karalyos Gábor alakította.
Novák Tünde a jó magaviseletéért 2009. első hónapjaiban szabadult, és a kalocsai fegyintézet egyik korábbi börtönőrével kötötte össze az életét, aki az ő kedvéért el is vált előző házastársától. Szabadulását követően néhány nappal egy televíziós műsoron keresztül is bocsánatot kért mindazoktól, akiknek valaha ártott.